# Вернер Гран
Вернер Ґран (нім. Werner Grahn; 5 січня 1884 — 27 травня 1947, Ландсберг-ам-Лех) — унтершарфюрер СС, співробітник кріпо і гестапо, службовець концтабору Маутгаузен.

## Біографія
Учасник Першої світової війни. За бойові заслуги нагороджений Залізним хрестом 2-го класу.
З лютого 1944 до 20 квітня 1945 року - співробітник гестапо в політичному відділі Маутгаузена, керував відділом перекладів. Ґран брав участь у стратах і жорстоких допитах в'язнів. Перед звільненням табору брав участь у розстрілі підконтрольних йому в'язнів.
На одному із процесів над службовцями Маутгаузена (США проти Йоганна Альтфульдіша та інших) був засуджений до смертної кари і повішений у Ландберзькій в'язниці.

## Нагороди
- Залізний хрест 2-го класу
- Почесний хрест ветерана війни з мечами